# Propietat anticommutativa
En matemàtiques, la propietat anticommutativa és la propietat d'una operació en la qual si se'n canvia la posició de dos arguments qualsevol el resultat final queda canviat de signe. Les operacions anticommutatives s'usen molt en àlgebra, geometria, anàlisi matemàtica i, per tant, en física. A vegades se les anomena operacions antisimètriques.
Alguns exemples de l'ús d'operadors anticommutatius són la resta, el producte vectorial i l'àlgebra de Lie.

## Definició formal
Sigui An el producte cartesià de n conjunts A, amb n un nombre natural, i sigui G un grup diem que un morfisme {\displaystyle \scriptstyle *:A^{n}\to {\mathfrak {G}}} és anticommutatiu si, i només si,
{\displaystyle {x_{1}*x_{2}*\dots *x_{n}}=\operatorname {sgn}(\sigma )({x_{\sigma (1)}*x_{\sigma (2)}*\dots *x_{\sigma (n)}})\qquad \forall {\boldsymbol {x}}=(x_{1},x_{2},\dots ,x_{n})\in A^{n}}
on {\displaystyle \scriptstyle \sigma :(n)\to (n)} és qualsevol permutació del conjunt (n) dels primers n nombres naturals i {\displaystyle \mathrm {sgn} (\sigma )} és la seva signatura.